# Raninur
Raninur, Rani-nur o Rani Nur (El rostre de la Reina) és una cova de pedra al districte de Khorda (Khurda) a Orissa a les muntanyes Khandgiri, una de les més modernes de les excavades en aquestes muntanyes. Aquestes coves foren utilitzades pels primers pobladors coneguts de l'Índia i després pels budistes i jainistes; la de Raninur fou utilitzades per aquestos darrers i pels jainistes entre 200 aC i el 1200 dC. Està formada per duess files de cel·les una sobre l'altra i amb dos figures a manera de guardians a l'entrada. Inclou també diversos gravats, escultures, pintures i taules.